# Petrus Bonomo

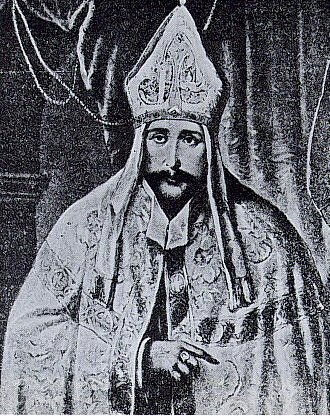
Petrus Bonomo

Petrus Bonomo, latinisering van Pietro Buonuomo, (Triëst, 1458 - Triëst, 14 juli 1546) was een Italiaans humanist, bisschop en administrator van de Zuidelijke Nederlanden, die ten tijde van keizer Maximiliaan I Oostenrijks waren. Hij studeerde aan de universiteit van Bologna en werk na de dood van zijn vrouw in 1488 geestelijke. Hij trad in dienst aan het Oostenrijkse keizerlijke hof. In 1502 werd hij bisschop van zijn geboorteplaats Triëst. Bonomo was secretaris van Frederik III en later diens zoon Maximiliaan I. Tijdens het Vijfde Lateraans Concilie van 1512-1518 trad hij op als pater concilii (concilievader).
In 1522 werd Bonomo tijdelijk administrator van het bisdom Wenen. Nadat zijn poging benoemd te worden tot bisschop van Wenen in 1523 mislukte (hij werd gepasseerd door de favoriet aan het Hof: Johan van Revellis), keerde hij terug naar Triëst en begon met de opbouw van zijn bisschoppelijk hof, dat onder meer van belang werd voor de zangkunst.
In 1524 bevond zich onder de geëngageerde zangers Primož Trubar; hij werd door Bonomo gestimuleerd zijn studie theologie voort te zetten. Hier kwam Primož Trubar, Sloveens kerkhervormer, in contact met de werken van Erasmus van Rotterdam en Calvijn. Behalve dat Bonomo morele steun verleende aan de reformatie in Triëst nam hij door zijn steun aan Trubar ook invloed op de ontwikkelingen van de reformatie in Slovenië. Van Trubar is de wetenschap overleverd dat Bonomo behalve Latijn, Italiaans en Duits ook het Sloveens actief beheerste.
- Gemeinsame Normdatei: 130483281
- International Standard Name Identifier: 0000 0000 6156 3780
- Library of Congress Control Number: no2005065916
- Nationale en Universitaire bibliotheek Zagreb: 000394944
- Nederlandse Thesaurus van Auteursnamen: 325604312
- Réseau des bibliothèques de Suisse occidentale: 02-A024234955
- Istituto Centrale per il Catalogo Unico: PALV020301
- Système universitaire de documentation: 092716660
- Virtual International Authority File: 45410284
- WorldCat: E39PBJrcqBkhHpC3qmfFfHmPQq